# 坂井市立磯部小学校
坂井市立磯部小学校（さかいしりつ いそべしょうがっこう）は、福井県坂井市丸岡町上安田にある公立小学校。

## 沿革
- 1873年（明治6年） - 儀間蓮長寺を校舎として開校。あわせて、喩義小学校が今市に、懐徳小学校が北横地に開校。
- 1879年（明治12年） - 時習小学校が羽崎に開校。
- 1880年（明治13年） - 安田小学校が上安田に開校。
- 1892年（明治25年） - 儀間、時習小学校が統合し、習義小学校となる。また、懐徳、安田小学校が統合し、明徳小学校となる。
- 1895年（明治28年） - 習義小学校を磯部東小学校に、明徳小学校を磯部西小学校に改称。
- 1909年（明治42年） - 磯部東、磯部西小学校を統合し、磯部小学校となる。同時に、今市分校を設置。
- 1910年（明治43年） - 本校舎新築落成。
- 1917年（大正6年） - 磯部村農業補習学校を設置。
- 1918年（大正7年） - 高等科の併置許可。
- 1919年（大正8年） - 本校舎増築。
- 1922年（大正11年） - 高等科の2カ年化に伴い、磯部尋常高等小学校と改称。
- 1935年（昭和10年） - 青年学校を開設。
- 1941年（昭和16年） - 磯部村国民学校と改称。
- 1947年（昭和22年） - 学制改革により、磯部村立磯部小学校と改称。磯部中学校を併設。
- 1948年（昭和23年） - 福井震災により全校舎崩壊。磯部幼稚園が開園。
- 1949年（昭和24年） - 校舎新築落成。
- 1955年（昭和30年） - 町村合併により丸岡町立磯部小学校と改称。
- 1975年（昭和50年） - 校舎の老朽化に伴い、上安田に新築移転。分校を併合。
- 1982年（昭和57年） - 幼稚園舎落成。
- 2006年（平成18年） - 坂井市発足により、現校名へ改称。

## 通学区域
- 南横地・北横地1丁目・北横地・四ツ屋・磯部新保・羽崎・宇随・磯部福庄・熊堂・磯部島・四郎丸・今市・反保・八丁・上安田・安田新・下安田・高柳（16字）・新九頭竜1丁目・新九頭竜2丁目[1]

## 進学先中学校
- 市立丸岡南中学校[1]

## アクセス
- 京福バス：36 丸岡線（県立病院・福井新聞社前・羽崎経由）「下安田」下車。

## 学校周辺
- 松浦機械製作所
- 坂井市立丸岡南中学校

## 著名な出身者
- 西ゆうじ（漫画原作者、脚本家、放送作家）